# 브릭 (영화)
《브릭》(영어: Brick)은 미국에서 제작된 라이언 존슨 감독의 2005년 네오누아르 미스터리 스릴러 영화이다. 조지프 고든레빗 등이 출연하였고, 람 베르그만 등이 제작에 참여하였다.

## 줄거리
고등학생 브렌던은 어느 날 전 여자친구 에밀리에게서 쪽지를 받고, 쪽지가 지시하는대로 공중전화에서 전화를 받는다. 에밀리는 도움을 청하며 단서를 몇 개 언급하다가 공중전화 옆을 지나가는 포드 머스탱 소리에 겁을 먹고 전화를 끊는다. 브랜던은 이 차량의 차창에서 내던져진 담배 꽁초 브랜드를 유심히 확인한다.
브렌던이 수소문해 에밀리를 찾아가자 에밀리는 전화가 그저 실수였다고 둘러댄다. 하지만 다음 날 아침 에밀리는 터널 안에서 시체 상태로 발견된다. 브렌던은 경찰의 개입을 막기 위해 에밀리의 시체를 숨긴 뒤 직접 조사에 들어간다. 브렌던은 지역 마약왕 핀이 헤로인을 벽돌 크기로 뭉친 브릭(brick)을 10개 사들여 8개를 이미 팔았고 9번째 브릭은 누군가 훔쳐갔다가 오염된 상태로 돌아왔으며 10번째 브릭은 이제 판매될 예정인데 그중 9번째 브릭이 에밀리의 죽음과 깊은 관계가 있다는 걸 알게 된다.

## 출연
- 조지프 고든레빗 - 브렌던 프라이 역
- 노라 제헤트너 - 로라 대넌 역: 상류층 소녀.
- 루커스 하스 - 더 핀 역: 지역 마약왕.
- 노아 플라이스 - 터그 역: 핀의 행동 대장. 에밀리와 엮인 사이.
- 맷 올리리 - 더 브레인 역: 친구.
- 에밀리 더래빈 - 에밀리 코스티치 역: 전 여자친구 1.
- 노아 시건 - 도드 역: 에밀리의 새 남자친구. 마약 상용자.
- 리처드 라운트리 - 부교감 트루먼 역
- 메건 굿 - 캐라 역: 전 여자친구 2.
- 브라이언 J. 화이트 - 브래드 브래미시 역

## 기타 제작진
- 협력 제작: 레이먼드 아이작
- 공동 제작: 데이나 루스티그, 수전 다이너, 앤절라 러셀
- 배역: 섀넌 매케이니언
- 미술: 조디 린 틸런
- 의상: 미셸 포시